# Leave Out All the Rest
Leave Out All the Rest je rocková balada americké rockové skupiny Linkin Park, která vyšla jako pátý a poslední singl z jejich třetího studiového alba Minutes to Midnight.
O produkci písně se postaral hudební producent Rick Rubin a člen skupiny Mike Shinoda.

## V kultuře
Píseň se objevila v epizodě seriálech Zákon a pořádek, Kriminálka Las Vegas a na konci filmu Twilight sága: Stmívání.

## Videoklip
Videoklip režíroval jeho člen skupiny Joe Hahn.
Celý klip se odehrává ve futuristickém sci-fi prostředí. Kapela žije ve zchátralé raketě a bloudí napříč galaxií. Po čase se na palubě plavidla ztratí gravitaci a raketa se řítí do Slunce.
Děj klipu se inspiruje britským filmem Sunshine.

## Seznam skladeb
| CD     | CD                       | CD    |
| Pořadí | Název                    | Délka |
| ------ | ------------------------ | ----- |
| 1.     | "Leave Out All the Rest" | 3:19  |
| 2.     | "In Pieces" (Live)       | 3:47  |